# On vient
On vient est une nouvelle d'Ivan Tourgueniev parue dans l’édition des œuvres de 1874. Elle fait partie du recueil  Mémoires d'un chasseur et raconte un voyage de nuit dans une région peu sûre.

## Résumé
Le narrateur est obligé d’interrompre son séjour à la chasse pour aller acheter du plomb à Toula. Il loue les services et les chevaux de Philothée, le paysan le plus riche du village. On marchande le prix du voyage et, pour vingt roubles, on attèle trois chevaux au tarantass.
On part de nuit, le chasseur s’endort rapidement. Il est réveillé par Philothée : « On vient, barine…on vient ».  Une télègue les suit, elle a des roues ferrées avec peu de charge, elle gagne du terrain et, dans ce coin, il n’est pas rare de faire de mauvaises rencontres.
La télègue est maintenant toute proche, elle les dépasse, cinq hommes ivres à bord. Ils bloquent maintenant la route et descendent demander de l’argent pour s’acheter de l’eau de vie. Le chasseur leur donne deux roubles argent. Les hommes hurlent de joie et repartent aussitôt. Philothée et le chasseur arrivent à Toula soulagés, font leurs achats et rentrent au village.
Ils apprennent que, sur la route où ils étaient, un marchand a été assassiné : les meurtriers étaient-ils les cinq hommes ivres ?  

## Édition française
- On vient, traduit par Françoise Flamant, Éditions Gallimard, Bibliothèque de la Pléiade, 1981  (ISBN 978 2 07 010980 7).